# Staatscommissie tegen Discriminatie en Racisme
De Staatscommissie tegen Discriminatie en Racisme is een eenmalig adviescollege om discriminatie en racisme in alle sectoren van de Nederlandse samenleving te onderzoeken. De commissie is ingesteld op 1 mei 2022 voor een periode van vier jaar. De acht leden van de staatscommissie zijn twee maanden later benoemd, op de symbolische datum van 1 juli (Ketikoti/Emancipatiedag). Als voorzitter van de commissie werd Joyce Sylvester benoemd.

## Ontstaan
De staatscommissie is op verzoek van de Tweede Kamer ingesteld om onderzoek te doen naar discriminatie en racisme in Nederland. De Kamer deed dit tegen de achtergrond van de Black Lives Matter-demonstraties in juli 2020 naar aanleiding van de dood van George Floyd en het rapport over de toeslagenaffaire met de titel Ongekend onrecht.

## Werkwijze en taakgebieden
De staatscommissie heeft een interdisciplinair en wetenschappelijk profiel. Zij doet onafhankelijk wetenschappelijk onderzoek en adviseert op basis hiervan de regering over de aanpak van discriminatie en racisme. De staatscommissie kijkt ook of er in de werkwijze en organisatiecultuur van de (semi-)overheid en uitvoeringsinstanties sprake is van discriminatie en etnisch profileren.
De staatscommissie richt zich zowel op Europees Nederland als op Caribisch Nederland. Op basis van haar onderzoek geeft zij advies over beleid, wet- en regelgeving om discriminatie en racisme tegen te gaan. Op 2 februari 2023 heeft de commissie een werkplan aangeboden aan de minister van Binnenlandse Zaken en Koninkrijksrelaties.
Het verschil met de al langer bestaande Nationaal Coördinator tegen Discriminatie en Racisme (NCDR) en het College voor de Rechten van de Mens (CRM) is dat de staatscommissie tijdelijk is en zich richt op langdurig onderzoek met een advies aan het kabinet. De NCDR is een overheidsfunctionaris die de daadwerkelijke aanpak van discriminatie en racisme moet versterken. Het CRM is als onafhankelijke toezichthouder beschermer van de mensenrechten in Europees en Caribisch Nederland. Het CRM oordeelt daarnaast over discriminatieklachten.